# Добринка (приток Горной)
Добринка — река в Ханты-Мансийском автономном округе России. Устье реки находится в 65 км по правому берегу Горной протоки Иртыша, впадающей в Иртыш справа на 23 км от устья, в Ханты-Мансийске. Длина реки составляет 54 км.

## Данные водного реестра
По данным государственного водного реестра России относится к Иртышскому бассейновому округу, водохозяйственный участок реки — Иртыш от впадения реки Тобол до города Ханты-Мансийск (выше), без реки Конда, речной подбассейн реки — бассейны притоков Иртыша от Тобола до Оби. Речной бассейн реки — Иртыш.